# 747 (Strangers in the Night)/See The Light Shining
747 (Strangers in the Night)/See The Light Shining è un singolo della rock band inglese Saxon, pubblicato nel 1980 ed estratto dall'album dello stesso anno Wheels of Steel.

## Storia
Il titolo fa riferimento al celebre aereo Boeing 747. Biff ebbe l'ispirazione per il brano guardando un documentario sul grande black out che afflisse il nord America nel 1965. Il testo parla delle difficoltà che, in quella occasione, ebbero gli aerei nell'atterrare senza luci di pista, in particolare di un volo Scandinavo Dirottato su New York (This is Scandinavian one-o-one, Flight from Hawaii coming out of the sun, Kennedy should be in sight).

## Accoglienza
Avendo avuto un significativo riscontro di pubblico, il pezzo è stato incluso in varie raccolte del gruppo, già a partire da The Eagle Has Landed del 1982. Nel corso degli anni è diventato un classico della band di Barnsley.